# 僕の名前はルシアン
『僕の名前はルシアン』（ぼくのなまえはルシアン、英題: My name is Lucien）は、2021年の日本・イギリス合作の長編映画である。

## あらすじ
写真家で映像作家の大山千賀子が、実際にあった事件にインスピレーションを得て描いたオリジナルストーリー。
自殺願望を抱えた若者たちが同じ願望を共有するサイトで知り合うところから始まる物語を描く。愛を求める孤独な10代の少女が、インターネットで「ルシアン」と名乗る理想的な男と知り合う。同じころ、ある連続殺人犯を追っていた警察は、同じ犯人が手を下したと思われる、3人目の女性の全裸遺体を発見した。遺体に暴行の痕跡はなく、犯行動機もわからないままで、捜査は難航していくが……。
「東京喰種　トーキョーグール」「るろうに剣心　最終章 The Final」「カラダ探し」など話題作に多数出演する俳優・モデルの柳俊太郎が、ルシアンと名乗る男を演じて主演を務めた。そのほか大鶴義丹、菜葉菜、大島葉子らベテラン実力派も出演。

## キャスト
- 栁俊太郎 - ルシアン
- 大鶴義丹 - 三木谷・刑事
- 大島葉子 - 山口千枝子
- 菜葉菜 - 真希
- 福永里未 - 山口あかね
- 定岡正二 - 山口英二
- ウダタカキ - 長久保・刑事補
- 風間晋之介 - 仁科正次
- 酒向芳 - 警官
- 庄司浩之 - 榊原真光・教祖
- 恒吉梨絵 - 山口優里
- 田邊和也 - ポン引き
- 結城貴史 - ポン引き

## スタッフ
- 美術 - 磯見俊裕
- 撮影 - 市川修
- 照明 - 渡辺光雄
- 音楽 - 篠崎正嗣

## 上映
2023年9月29日〜、東京都・渋谷のユーロスペースにて上映